# 臺北市立大學天母校區體育館
臺北市立大學天母校區體育館（原名臺北體院天母體育館），是一座位於臺北市士林區臺北市立大學天母校區的體育館。2012年完工啟用。

## 簡介
- 一樓為多功能競賽場地，共有1950個座位，也包含舉辦賽事該有的附屬設施。
- 二樓為2668個座位的觀眾席。
- 三樓有室內PU跑道。

## 賽事
- 第三十四屆威廉瓊斯盃國際籃球邀請賽
- 2012海峽盃籃球賽
- 2012年全國啦啦對錦標賽
- 2012海峽盃室內五人制足球超級聯賽
- 第10屆超級籃球聯賽
- 2013年第八屆體健盃國際嘉年華暨全國民俗體育扯鈴錦標賽
- 102年全國運動會籃球項目資格賽
- 2013亞洲台北國際柔道公開賽
- 臺灣地區康復之友第22屆鳳凰盃運動會
- 102年中央機關員工運動會
- 第11屆超級籃球聯賽
- 第37屆全國中正盃國小組桌球錦標賽
- 2013年全國啦啦隊錦標賽
- 教育盃中等學校跆拳道錦標賽
- 2NE1演唱會
- 2015年亞洲男子排球俱樂部錦標賽
- 2015年亞洲少年跆拳道錦標賽
- 2018年亞洲盃男子排球賽
- T1聯盟台灣啤酒英熊主場館
- 2023年台北羽球公開賽
- 2023年亞洲男子排球挑戰盃
- 東亞超級聯賽新北國王主場館